# 스타이렌
스타이렌(styrene)은 벤젠에 비닐기가 붙은 유기 화합물이며 화학식은 C6H5CH=CH2이다. 폴리스타이렌을 만드는 데 쓴다.